# 王祥喜
王祥喜（1962年8月—），湖北仙桃人，汉族，1983年7月参加工作，1987年4月加入中国共产党。大学学历，工程硕士，高级工程师。第十一届全国人民代表大会湖北地区代表。中华人民共和国政治人物。曾任中共湖北省委常委、政法委书记，国家能源投资集团董事长，现任应急管理部党委书记、部长，国家消防救援局第一政治委员。

## 生平
王祥喜在1983年从焦作矿业学院采煤系采煤工程专业毕业后，被分配到湖北省松宜矿务局工作，他历任猴子洞煤矿技术员、生产技术科副科长、科长、副矿长、矿长，松宜矿务局副局长、第一副局长。1996年6月，任湖北省煤炭工业厅副厅长、党组成员。2000年2月，任湖北省煤炭行业管理办公室主任、党组书记；同年8月转任湖北省经济贸易委员会副主任、党组成员。2003年4月，调任湖北省质量技术监督局局长、党组书记。2006年6月，出任中共荆州市委副书记、副市长、代理市长，次年3月任市长。2008年起担任全国人大代表。2010年5月，任中共随州市委书记、市人大常委会党组书记，次年1月任市人大常委会主任。2012年7月，任湖北省人民政府秘书长、党组成员，省人民政府办公厅党组书记、主任。2017年6月，升任中共湖北省委常委，7月任省委政法委书记。2019年3月，接替到龄退休的乔保平出任国家能源投资集团董事长、党组书记。
2022年7月，升任应急管理部党委书记。同年8月，兼任国务院安全生产委员会副主任、办公室主任。同年9月，任应急管理部部长。2023年1月6日，兼任国家消防救援局第一政治委员。